# Offshore-Windpark Nordsee One
Nordsee One ist ein Offshore-Windpark mit 54 Windenergieanlagen in der deutschen ausschließlichen Wirtschaftszone der Nordsee, der im Dezember 2017 in Betrieb gegangen ist. Betrieben wird er von der Nordsee One GmbH, einem Zusammenschluss der beiden Energieunternehmen Northland Power und RWE. Haupteigentümer mit 85 % der Anteile ist Northland Power.
Erwartet wird ein jährliches Regelarbeitsvermögen von ca. 1200 GWh bzw. gut 3600 Volllaststunden.

## Lage

Lage der Offshore-Windparks in der Deutschen Bucht und ihrer Stromanbindung

Der Windpark liegt etwa 35 Kilometer nördlich der Insel Juist in der südlichen Nordsee. Er erstreckt sich über eine Gesamtfläche von ca. 41,3 km² bei Wassertiefen von 25 bis 34 Metern. Die mittlere Windgeschwindigkeit vor Ort beträgt ca. 9,8 m/s.

## Geschichte und Bau
Auf Antrag der damaligen ENOVA Energieanlagen GmbH in Hamburg vom 6. Juni 2006 wurden, nach Änderungsantrag vom 9. März 2011, vom zuständigen Bundesamt für Seeschifffahrt und Hydrographie (BSH) die Errichtung und der Betrieb von 54 Windenergieanlagen (WEA) einschließlich Nebenanlagen der Innogy Nordsee 1 GmbH auf Grundlage der Seeanlagenverordnung am 4. April 2012 genehmigt.
Der Baubeginn der Offshore-Arbeiten war zunächst für Anfang 2016 geplant, fand jedoch wenige Wochen vor diesem Termin am 15. Dezember 2015 statt. Im April 2016 waren alle 54 Fundamente installiert. Im Sommer 2016 wurde die Umspannplattform errichtet. Die parkinterne Verbindung der einzelnen Anlagen untereinander und mit der Umspannplattform mit den für 33 kV vorgesehenen Mittelspannungskabeln wurde im September 2016 fertiggestellt. Die ersten zwei Turbinen im Windpark wurden im März 2017 vom Errichterschiff MPI Enterprise installiert. Die restlichen Vorarbeiten für die Anlagen waren nach Angaben von Innogy im März 2017 abgeschlossen. Ende August 2017 waren 52 der 54 Windkraftanlagen montiert. Die letzte Turbine wurde schließlich am 22. September 2017 montiert.
Nachdem die einzelnen Windkraftanlagen seit September 2017 in Betrieb waren, wurde im Dezember 2017 der Probebetrieb in den kommerziellen Betrieb überführt.
Im Rahmen des Tauschgeschäfts zwischen RWE, E.ON und innogy gingen im September 2019 sämtliche Erzeugungsanlagen und Beteiligungen an Solchen von innogy an RWE über.

## Windenergieanlagen
Zum Einsatz kommen 54 Windenergieanlagen (WEA) des Typs Senvion 6.2M126, die bei einem Rotordurchmesser von 126 Metern über eine Nennleistung von jeweils 6,15 MW verfügen. Die Gesamthöhe der Anlagen beträgt ca. 152 Meter über LAT. Die Gesamtleistung aller Anlagen beträgt 332,1 MW. Errichtet wurden sie auf Monopile-Fundamenten mit Übergangsstücken. Die Anlagen haben jeweils ein Gewicht von über 600 Tonnen, davon allein 335 Tonnen für die Gondel. Vorgesehen ist ein Betriebszeitraum von mindestens 25 Jahren.

## Netzanbindung

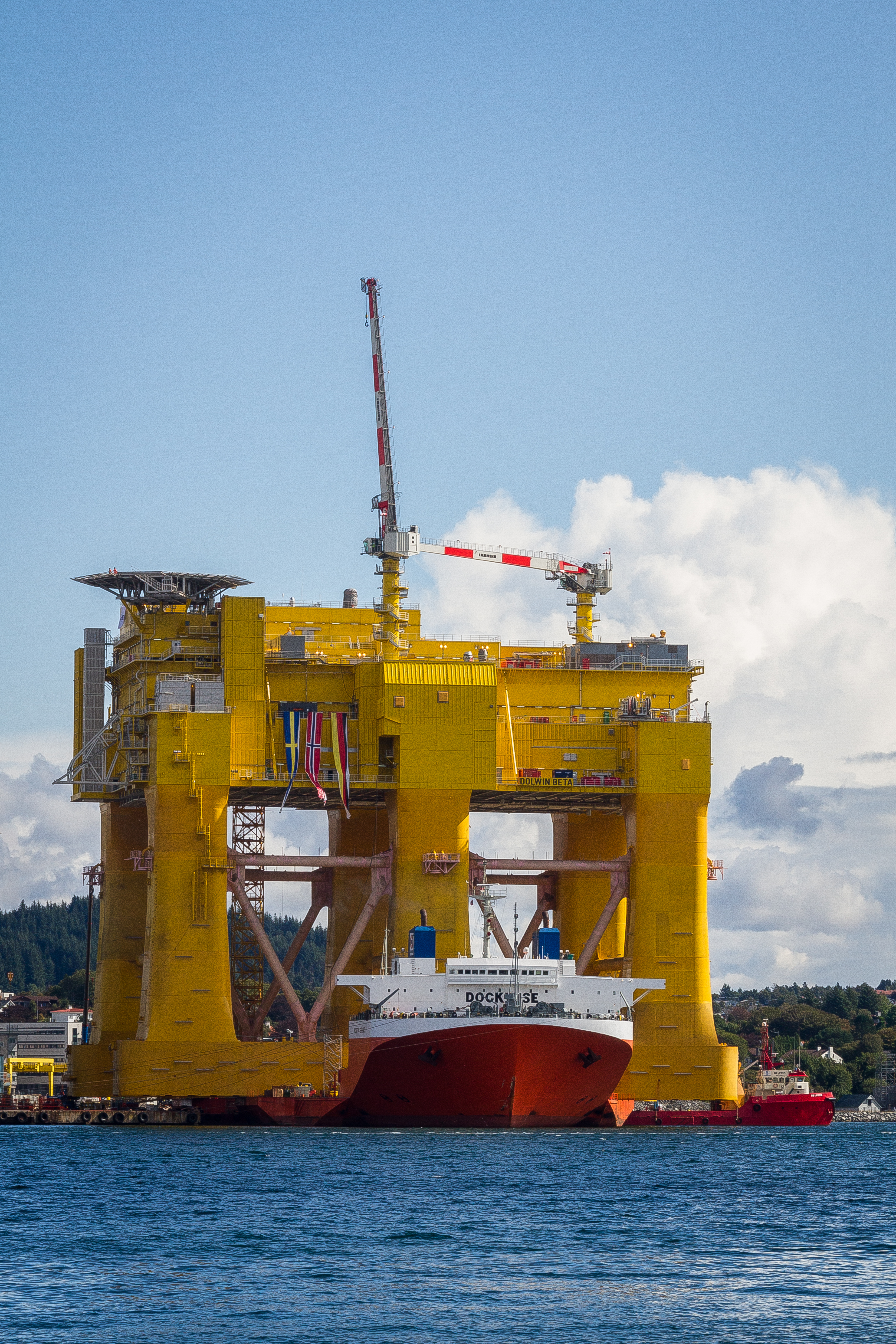
Konverterplattform DolWin beta in Haugesund, Norwegen 2014

Die Windenergieanlagen sind über Mittelspannungskabel mit einer Umspannplattform im Windpark verbunden, die den Dreiphasenwechselstrom (Drehstrom) von 33 kV auf Hochspannung von 155 kV transformiert. Von dort aus wird der Strom mittels einer Seekabel-Verbindung an das Offshore-HGÜ-System DolWin2 des Übertragungsnetzbetreibers Tennet TSO geleitet. An die bei Drydocks World in Dubai gebauten und bei Aibel in Haugesund ausgerüsteten Konverterplattform DolWin beta schließen auch die Offshore-Windparks Gode Wind I und Gode Wind II an. Nach Umwandlung in Gleichstrom erfolgt die Übertragung über 135 km (davon 45 km Seekabel und 90 km Erdkabel) zur Konverterstation Dörpen/West bei Heede (Emsland).
Aufgrund von Kabelfehlern konnte das im Oktober 2016 errichtete System DolWin 2 erst Mitte 2017 in den Regelbetrieb gehen.

## Betrieb

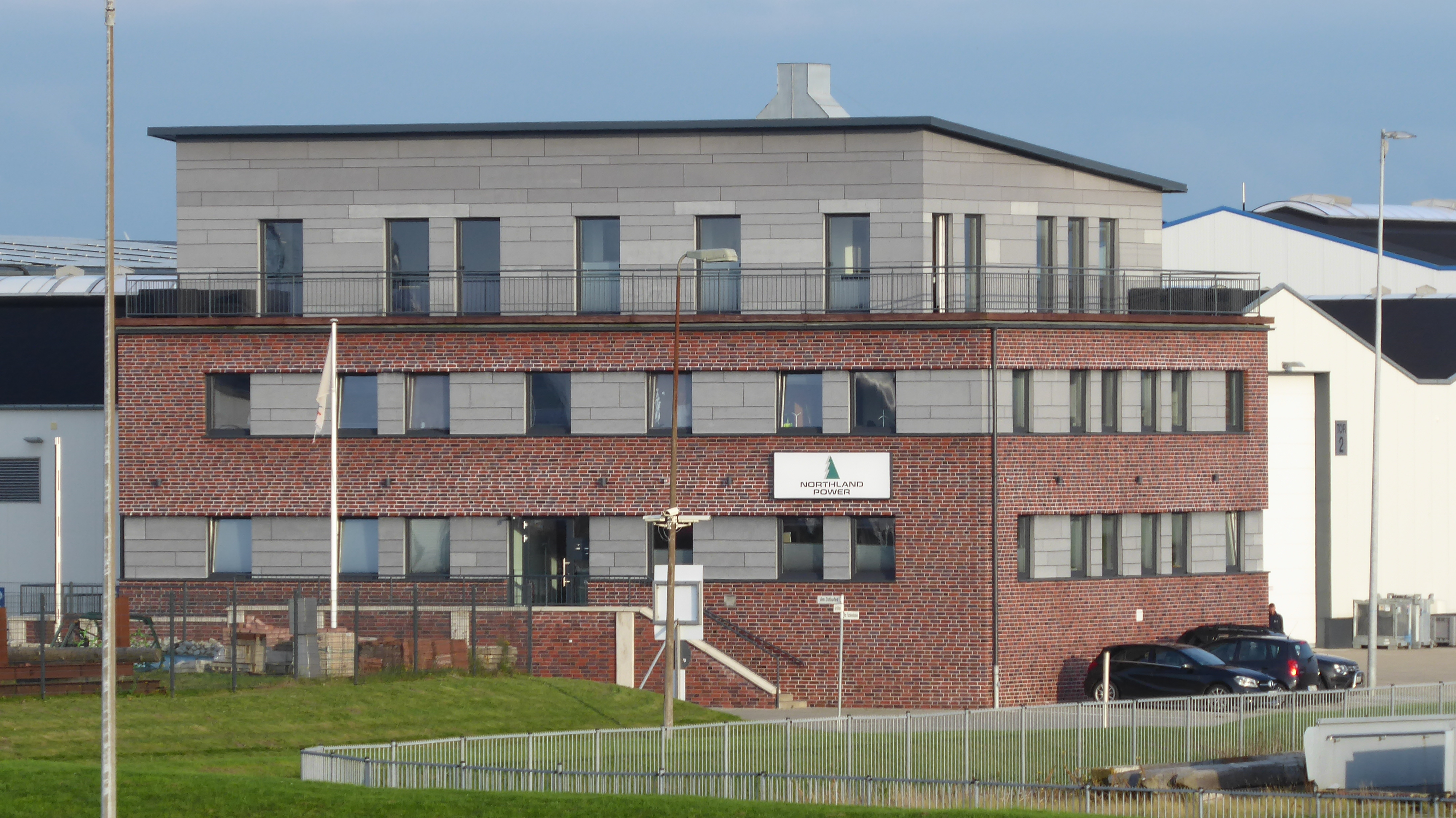
Northland-Power-Stützpunkt in Norddeich

In einem im September 2016 in Betrieb genommenen Gebäude in Norden-Norddeich befindet sich die Service-Station für den Windpark zur Überwachung und Steuerung der Anlagen auf See.